# Trzęsienie ziemi w Aleppo (1138)
Trzęsienie ziemi w Aleppo – silne trzęsienie ziemi o magnitudzie 7,1 z epicentrum w Aleppo, które nawiedziło Syrię 11 października 1138 roku.
To trzecie Najtragiczniejsze trzęsienie ziemi w historii pod względem  ofiar śmiertelnych.

## Trzęsienie
10 października region Aleppo nawiedził niewielki wstrząs, a część mieszkańców uciekła do pobliskich miejscowości. Następnego dnia nastąpiło główne trzęsienie.
Trzęsienie ziemi spowodowało rozpad murów, posypanie się ulic. Cytadela Aleppo zawaliła się, zabijając setki mieszkańców.